# 葉戈爾·維亞利采夫
叶戈尔·伊万诺维奇·维亚利采夫（俄语：Егор Иванович Вяльцев；1985年10月10日—）是一位俄羅斯籃球運動員。他現在效力於VTB籃球聯賽球隊BC Khimki。他也代表俄羅斯國家籃球隊參賽。